# Peyrusse
Peyrusse – miejscowość i gmina we Francji, w regionie Owernia-Rodan-Alpy, w departamencie Cantal.
Według danych na rok 1990 gminę zamieszkiwało 259 osób, a gęstość zaludnienia wynosiła 9 osób/km² (wśród 1310 gmin Owernii Peyrusse plasuje się na 593. miejscu pod względem liczby ludności, natomiast pod względem powierzchni na miejscu 234.).